# Mouloudia Club de Marrakech
Pour les articles homonymes, voir Mouloudia Club et Marrakech.
Maillots
Le Mouloudia Club de Marrakech (en arabe : نادي مولودية مراكش ; en berbère : ⵎⵓⵍⵓⴷⵢⴰ ⵏ ⵎⵕⵕⴰⴽⵛ), plus couramment abrégé en Mouloudia Marrakech, est un club marocain de football fondé en 1948 et basé dans la ville de Marrakech.
Le club évolue en quatrième division marocaine lors de la saison 2016-2017.

## Histoire
Le club évolue en première division lors de la saison 1976-1977.
Le club est demi-finaliste de la Coupe du Trône en 1980, en étant battu par l'Union Sportive de Sidi Kacem.